# Fauillet
Fauillet település Franciaországban, Lot-et-Garonne megyében. Lakosainak száma 857 fő (2022. január 1.). Fauillet Fauguerolles, Gontaud-de-Nogaret, Lagruère, Sénestis, Tonneins és Varès községekkel határos.

## Népesség
A település népességének változása:
| Lakosok száma | 808  | 769  | 861  | 864  | 839  | 857  | 857  | 863  | 859  | 857  |
|               | 1968 | 1990 | 2006 | 2011 | 2015 | 2016 | 2018 | 2019 | 2021 | 2022 |